# Jordan Faison
Jordan Michael Faison (Lake Forest, 17 ottobre 1994) è un cestista statunitense.